# Hysen Vrioni
Hysen Vrioni też jako Hysen Bej Vrioni (ur. w 1881 w Beracie, zm. 12 października 1944 w Tiranie) – albański polityk i prawnik, minister sprawiedliwości w latach 1921-1923 w rządach Xhafera Ypiego i Ahmeda Zogu, minister spraw zagranicznych w latach 1931-1932, w rządzie Pandelego Evangjeliego.

## Życiorys
Był synem właściciela ziemskiego, urzędnika osmańskiego i ministra rolnictwa w 1914 Aziza Vrioniego i Hatixhe. Ukończył szkołę dla urzędników osmańskich Mekteb-i Mülkiye w Stambule. W latach 1904–1908 pracował w sekretariacie wielkiego wezyra. W latach 1908–1912 pełnił funkcję kajmakama (podprefekta) w Tiranie. We wrześniu 1912 kierował podprefekturą Luro w wilajecie Janiny. W czasie I wojny bałkańskiej przed zajęciem Luro przez wojska greckie wrócił do Albanii. Był członkiem delegacji albańskiej, która udała się do Neuwiedu z prośbą o przyjęcie korony książęcej przez Wilhelma Wieda. 
W 1920 został wybrany deputowanym do parlamentu. W 1920 objął stanowisko wiceministra sprawiedliwości, a następnie ministra bez teki w rządzie Sulejmana Delviny. W 1921 związał się z Partią Postępową (Partia Perparimtare), skupiającą największych właścicieli ziemskich. W tym samym roku stanął na czele resortu sprawiedliwości, którym kierował do 1923. W czerwcu 1924 po zamachu stanu i przejęciu władzy przez zwolenników Fana Noliego wyjechał z kraju, do którego powrócił w 1925. Dwukrotnie obejmował funkcję ministra spraw zagranicznych (1925-1927, 1931-1932). Był autorem projektu reorganizacji struktur ministerstwa i podziału na departamenty. W listopadzie 1926 znalazł się w gronie sygnatariuszy układu włosko-albańskiego, który oznaczał w praktyce protektorat włoski nad Albanią. 
W latach 1920–1939 zasiadał w parlamencie albańskim, w latach 1927-1931 pełniąc funkcję jego wiceprzewodniczącego. 
Był żonaty (żona Ganimete). Zmarł w Tiranie.